# Trombopoyetina
La trombopoyetina es un factor humoral que estimula la producción de trombocitos (plaquetas de las hormonas ). La trombopoyetina estimula la proliferación de megacariocitos de médula ósea y la liberación de plaquetas. El proceso se llama trombopoyesis.
La trombopoyetina (TPO) es la hormona que genera el principal estímulo a la megacariopoyesis. Es sintetizada en forma constante en el hígado y en menor medida por los riñones y la médula ósea, y eliminada de la circulación por las plaquetas y los megacariocitos por un mecanismo mediado por receptores. En las personas sanas existe una relación inversa entre el número de plaquetas y los niveles de esta hormona. En los pacientes con procesos inflamatorios sistémicos (artritis reumatoidea, enfermedad inflamatoria intestinal, infecciones) es posible encontrar niveles elevados de plaquetas en forma reactiva.